# Ares I–Y
Az Ares I–Y az Ares I hordozórakéta második próbarepülése, melyet eredetileg 2013 szeptemberére terveztek, majd törölték. A szuborbitális repülésen a kétfokozatú Ares I hordozórakéta első fokozata a tervezett végleges rakétafokozat lett volna, a második fokozatban még nem lett volna hajtómű. A hasznos teher az Orion űrhajó egy súlyhelyes makettje, működőképes mentőrakétával felszerelve. 
A tervek szerint az első fokozat leválasztása után kipróbálták volna az űrhajó mentését nagy magasságban.